# Nyanchama Okemwa
Nyanchama Okemwa ist eine kenianische Anthropologin und Expertin für Dekolonisation, Panafrikanismus und Antirassismus, die sich für die Rechte der afrikanischen Diaspora in Europa einsetzt.

## Leben
Okemwa hat zwei Masterabschlüsse in pädagogischen Studien und war auch in der akademischen Forschung und Lehre tätig.
Sie reiste in den 1990er-Jahren von ihrem Heimatland Kenia nach Belgien, wo sie begann, sich mit rassistischer Ausgrenzung auseinanderzusetzen und sofort als Aktivistin tätig wurde, da sie sich aufgrund der kolonialen Vergangenheit des Landes in einer Identitätskrise fühlte. Sie begann, die Wahrheit über ihre Vergangenheit zu hinterfragen und entwickelte so ihre Interpretation von Dekolonisation.
Später arbeitete Okemwa als Beraterin für Öffentlichkeitsarbeit und Kampagnen für die in Belgien ansässige gemeinnützige Organisation Hand in Hand against Racism und leitete zudem den Vorstand des European Network Against Racism (ENAR).

## Wirken
Okemwa wurde durch ihre Landsfrau Wangari Maathai inspiriert – die erste afrikanische Frau, die den Friedensnobelpreis (2004) erhielt. Trotz Fortschritten in der Beteiligung von Minderheiten an sozialen Bewegungen kritisiert Okemwa die weiße europäische politische Klasse für die Kontrolle des Narrativs über Rassismus.
Sie betont, dass Panafrikanismus heute wichtiger denn je sei und sieht ihn als umfassender an als andere antirassistische Bewegungen wie Black Lives Matter. Für Okemwa besteht der Schlüssel in der Betrachtung der Vergangenheit, ohne dabei ihr Gefangener zu werden, und sie ist optimistisch, dass die panafrikanische Bewegung in der afrikanischen Diaspora, die im Westen geboren und aufgewachsen ist, weiterhin Einfluss nehmen wird. Okemwa betont: „Wir können nicht länger vorgeben, dass die Moderne nicht auf Kolonialismus basiert.“